# Јана Алексић
Јана Алексић (Крагујевац, 10. јун 1984) је српска теоретичарка и историчарка књижевности и песникиња.

## Биографија
Јана Алексић је рођена 10. јуна 1984. године у Крагујевцу. Завршила је основне и мастер студије на Филолошком факултету у Београду, на студијском програму Српска књижевност и језик са општом књижевношћу. Добитница је награде из фонда Радмила Поповић за најбољи дипломски рад из предмета Српска књижевност XX века, одбрањеног на Филолошком факултету у Београду 2009. године. Докторску дисертацију Милан Кашанин као тумач нове српске књижевности одбранила је 2016. године на истом факултету. Током 2017. године била је на постдокторском усавршавању на Универзитету у Венецији, при Одсеку за славистику Департмана за лингвистику и компаративне културне студије (Dipartimento di Studi Linguistici e Culturali Comparati, Università Ca' Foscari Venezia, Italia).
Запослена је у Институту за књижевност и уметност у Београду. Ради на пројекту Културолошке књижевне теорије и српска књижевна критика.
Поезију, критику и есејистику објављује у књижевној периодици и зборницима.

## Дела
- Опседнута прича: поетика романа Горана Петровића, Службени гласник, Београд, 2013.
- Жудња за лепотом и савршенством: теургијска димензија књижевноуметничког стваралаштва, Институт за књижевност и уметност, Београд, 2014.
- Топао камен, Градска библиотека "Владислав Петковић Дис", Чачак, 2014.
- Упијање, Народна библиотека „Стефан Првовенчани“, Краљево, 2017.
- Аријел аноним, Завод за проучавање културног развитка, Београд, 2018.

## Награде
- 2009. године награда из фонда Радмила Поповић за најбољи дипломски рад из предмета Српска књижевност XX века, одбрањеног на Филолошком факултету у Београду.
- 2014. године награда Млади Дис, коју додељује Градска библиотека Владислав Петковић Дис у Чачку. Збирка Топао камен је 33. књига у едицији Токови коју издаје Градска библиотека Владислав Петковић Дис
- 2018. године у Србобрану за песму Хармонија обскуре добила је награду Ленкин прстен за најлепшу љубавну песму на српском језику.[2]